# Bairro dos Artistas
Bairro dos Artistas, Recanto dos Artistas ou simplesmente Artistas é um bairro de Teresópolis, cidade localizada no interior do estado do Rio de Janeiro. De acordo com o Instituto Brasileiro de Geografia e Estatística (IBGE), sua população no ano de 2010 era de 1 270 habitantes, sendo 658 mulheres (51.8%) e 612 homens (48.5%), possuindo um total de 558 domicílios.